# 奥古斯特·冯·马肯森

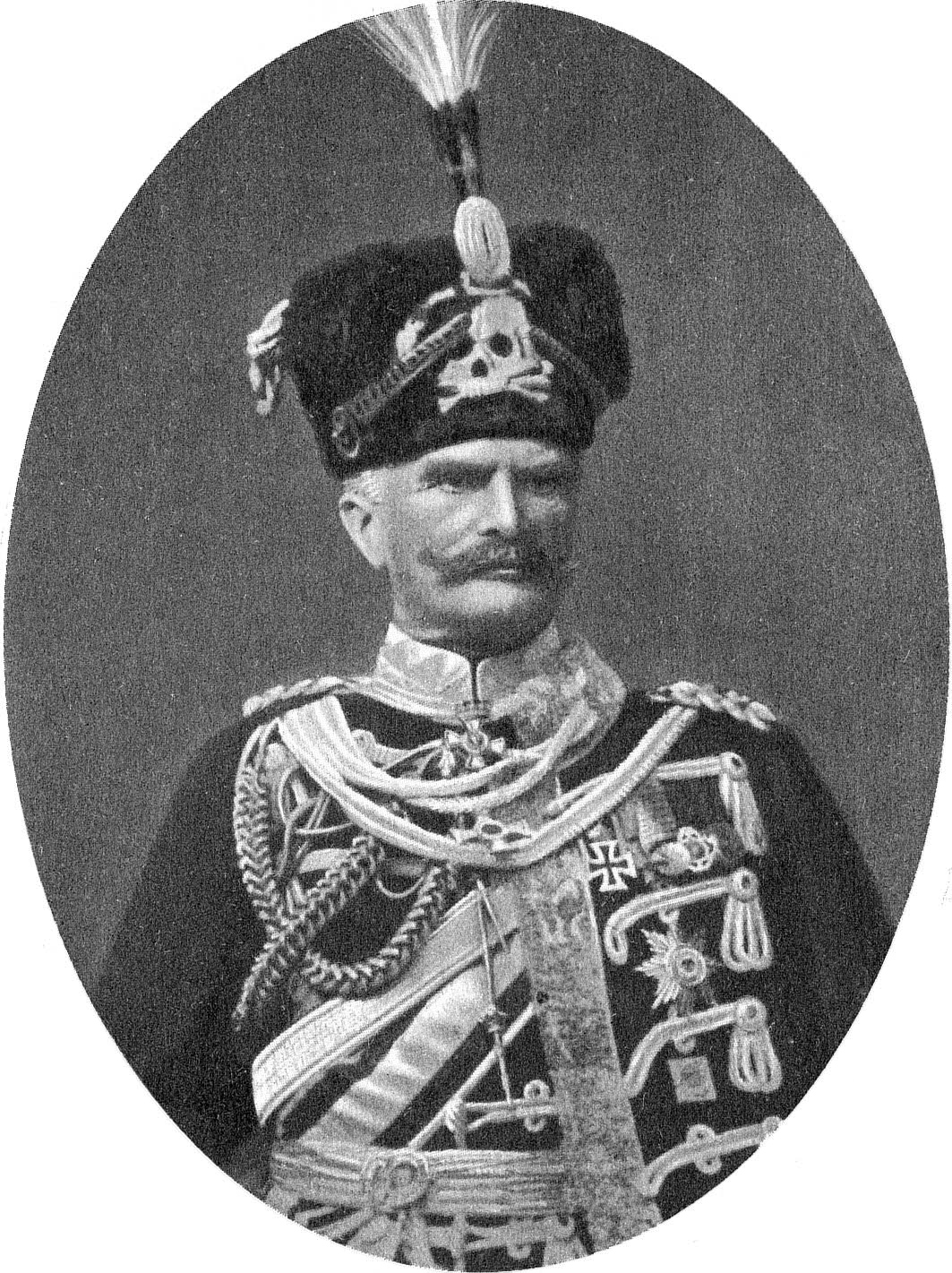
奥古斯特·冯·马肯森陆军元帅

奥古斯特·冯·马肯森（德語：August von Mackensen，1849年12月6日-1945年10月8日），德国陆军元帅。
马肯森出生于普鲁士萨克森省维滕贝格附近的豪斯莱布尼茨。他的祖父曾经在拿破仑战争期间担任过汉诺威的骑兵指挥官，父亲路易斯·马肯森是一个土地经纪人，到1887年靠其财富成为一名贵族。1869年马肯森加入部队，在随后爆发的普法战争中，马肯森作战十分勇敢被提升为军士长。1876年9月，他晋升为中尉。1891年担任参谋总长施里芬伯爵的第一副官。1901年9月，马肯森被威廉二世提升为将军，1908年1月27日，晋升为骑兵上将，1914年升任第9集团军司令。1915年6月20日升为陆军元帅。德国战败之后，他于1918年11月在诺维萨德被法军拘留。1919年12月，马肯森从军队中退役。1933年加入了希特勒的纳粹党和政府。
1879年11月21日，马肯森和多萝西·冯·合恩结婚，这一婚姻提升了他在军中的地位。这段婚姻一直持续到1905年多萝西去世。婚后他们育有两个女儿和三个儿子。1908年4月29日，他再次结婚，对方是列欧妮·冯·奥斯汀。
1945年10月8日，96岁高龄的奥古斯特·冯·马肯森卒于汉诺威附近的策勒。